# Albert Alcalay
Albert Alcalay (Parigi, 11 agosto 1917 – Boston, 29 marzo 2008) è stato un pittore e insegnante jugoslavo statunitense.

## Biografia
Nato a Parigi nel 1917, figlio di Samuel e Lepa Alcalay, entrambi originari di Belgrado da dove si erano trasferiti alla vigilia della prima guerra mondiale.
La famiglia tornò a Belgrado alla fine del conflitto. Albert frequentò le scuole cittadine per poi iscriversi alla facoltà di architettura.
Arruolatosi nell'esercito jugoslavo durante la seconda guerra mondiale, venne catturato dai tedeschi e imprigionato nel campo di internamento di Ferramonti.
Il 17 dicembre del 1942 viene trasferito come internato a Pesaro quindi a Pergola assieme al resto della famiglia.
Nella cittadina marchigiana, grazie all'aiuto di civili e religiosi del posto, gli Alcalay sfuggono alle persecuzioni razziali.
Dopo la guerra Albert si trasferisce a Roma dove inizia a dipingere. Nel 1951, assieme alla moglie Vera, emigra a Boston negli Stati Uniti.
Nel 1952 ottiene la prima personale alla Galleria Swetzoff, nel 1959 figura fra i Guggenheim Fellow. Dal 1960 al 1982 è docente alla Harvard University.
Le opere di Alcalay sono presenti nelle collezioni permanenti del Museo di Arte Moderna di New York, del Fogg Art Museum di Cambridge, del Museo d'Arte Moderna di Roma, del Colby College, del Simmons College, del Smith College e dell'Università di Massachusetts.
Ha raccontato la sua vita nel libro The Persistence of Hope: A True Story, pubblicato nel 2007 da University of Delaware Press.